# Kopanós
Kopanós är en ort i Grekland.   Den ligger i prefekturen Nomós Imathías och regionen Mellersta Makedonien, i den norra delen av landet, 300 km norr om huvudstaden Aten. Kopanós ligger 87 meter över havet och antalet invånare är 2 202.
Terrängen runt Kopanós är varierad. Runt Kopanós är det ganska glesbefolkat, med 48 invånare per kvadratkilometer. Närmaste större samhälle är Náousa, 5,2 km väster om Kopanós. I omgivningarna runt Kopanós växer i huvudsak blandskog.